# Sybase Open 1999
Il Sybase Open 1999 è stato un torneo di tennis giocato sul cemento indoor. È stata la 111ª edizione del Pacific Coast Championships, che fa parte della categoria International Series nell'ambito dell'ATP Tour 1999. Si è giocato nell'HP Pavilion di San Jose negli Stati Uniti, dall'8 al 14 febbraio 1999.

## Campioni

### Singolare
Mark Philippoussis ha battuto in finale  Cecil Mamiit con il punteggio di 6–3, 6–2

### Doppio
Todd Woodbridge /  Mark Woodforde hanno battuto in finale  Aleksandar Kitinov /  Nenad Zimonjić con il punteggio di 7–5, 6–7(3–7), 6–4